# Comuna Mariivka, Mahdalînivka
Mariivka (în ucraineană Мар`ївка) este o comună în raionul Mahdalînivka, regiunea Dnipropetrovsk, Ucraina, formată din satele Mariivka (reședința), Oleanivka și Trudoliubivka.

## Demografie
Componența lingvistică a satului Mariivka
     Ucraineană (90,69%)
     Rusă (8,57%)
Conform recensământului din 2001, majoritatea populației satului Mariivka era vorbitoare de ucraineană (90,69%), existând în minoritate și vorbitori de rusă (8,57%).